# Lomže
Lomže (polsky Łomża) je město totožné se stejnojmenným městským okresem v severovýchodním Polsku, 150 km od Varšavy a 81 km od Białystoku. Lomže je třetím největším městem Podleského vojvodství, podle nejnovějších údajů zde žije přibližně 61 tisíc obyvatel.

## Geomorfologie
Lomže se nachází v geomorfologických celcích Dolina Dolnej Narwi (polské značení 318.66) a Międzyrzecze Łomżyńskie (polské značení 318.67), které patří do geomorfologické oblasti nížiny Nizina Północnomazowiecka (polské značení 318.6). Město leží na morénových kopcích z doby ledové. Povodí patří do místní největší řeky Narew a jejího přítoku Łomżyczka z povodí veletoku Visla a úmoří Baltského moře.

## Historie

### Název města
Znak města ze 16. století Původ názvu Łomża není jednoznačný. Zygmunt Gloger píše, že lidé žijící v lesích a živící se lovem, pastevectvím a rybolovem nepotřebovali hrady, protože jejich přirozenou a nejbezpečnější pevností byly houštiny lesů zavalené starými stromy. Podle prof. Karola Zierhoffera název Łomża pravděpodobně označoval místo, kde byly nějaké lámky, rozbité kamenné bloky nebo stromy zlomené větrem. Název města je topografický, vytvořený pomocí přípony „ża“ ze stejného kořene jako staropolské „łomić, łomać“. Podobně je vytvořený název města Iłża.
Název Łomża se také vyskytuje v jiných jazycích: latinsky Lompza, německy Lomscha, jidiš Lomsza, litevsky Lomža. To souvisí s mnohoetnickou strukturou města a obchodními kontakty jeho obyvatel.

### Historie města Łomża
- 9./10. stol. – původní umístění hradiště na nánosové skále řeky Narew, 5 km od dnešního centra

- kolem roku 1000 – založení první farnosti ve východním Mazovsku svatým Brunonem z Querfurtu na svahu sv. Vavřince

- konec 14. stol. – znovuzaložení města Łomża na výhodnějším místě

- 14./15. stol. – výstavba dvora v Łomży
- 1392 – vznik kostela NMP a sv. Rozesílatele na Popově Hoře
- 1400 – přidělení fojtství Janu Białkovi
- 1410 – přenesení farnosti ze Staré Łomży do Łomży
- 15. června 1418 – udělení městského práva chełmińského Łomży knížetem Januszem I.
- 15./16. stol. – intenzivní rozvoj města; Łomża nejdůležitějším městem Mazovska po Varšavě a Płocku
- 1504-1525 – výstavba kostela z iniciativy měšťanů a faráře Jana Wojsławského s podporou kněžny Anny Mazovské
- 1526 – Łomża královským městem a hlavním městem mazovské země Łomża
- 1612-1614 – příchod jezuitů a založení kolegia v Łomży
- 17.-18. stol. – úpadek města po švédských válkách a přírodních katastrofách
- 1770-1798 – výstavba kostela a kláštera kapucínů
- 1795 – příchod Prusů do Łomży
- 1807 – Łomża hlavním městem departementu Łomża ve Varšavském knížectví
- 1815 – Łomża pod ruskou nadvládou
- 1816 – Łomża hlavním městem obvodu Łomża v Augustovském vojvodství
- 1823 – výstavba radnice
- 1837 – Łomża hlavním městem Augustovské gubernie
- 1867 – Łomża hlavním městem Łomżinské gubernie
- 1905 – školní stávka na mužském a ženském gymnáziu v Łomży
- 1918 – osvobození Łomży
- 1920 – obrana města před III. jízdním sborem
- 1925 – vznik diecéze Łomża
- 1939–1945 – druhá světová válka, mj. vznik ghetta (1941) a zničení židovské populace (1942)
- 1945 – město zničeno téměř z 70 % v důsledku válečných akcí 1946-1975 – obnova nejstarší části města
- 1974 – město oceněno Řádem práce II. t

## Ekonomika
Poloha Łomży v zemědělském a lesním regionu ovlivňuje hlavní směry hospodářského rozvoje, jako je potravinářský průmysl, pivovarnictví, elektronika, průmysl stavebních materiálů, dřevařství, nábytkářství, výroba a zpracování zemědělských produktů a také turistika a agroturistika. Ve městě neexistuje žádný velký podnik zaměstnávající přes 1000 zaměstnanců, ale působí zde firmy z Podlaské stovky podnikatelů, např. Browar Łomża, DE HEUS (výrobce krmiv pro zvířata), DOMEL (výrobce bezolovnatých oken), FARGOTEX (dovozce čalounických tkanin), KONRAD (dovozce chovných jalovic), Łomżyńska Fabryka Mebli, PEPEES (výrobce bramborového škrobu), Purzeczko (ochrana osob a majetku), UniGlass Polska (výrobce izolačních skel). Město je sídlem Podlaské centrály Agentury pro restrukturalizaci a modernizaci zemědělství (ARiMR).
Na konci roku 2007 pracovalo ve městě Łomża 13 408 osob, z toho 7170 žen, a míra nezaměstnanosti na konci září 2012 činila 15,8 %. Počet ekonomických subjektů zaregistrovaných v registru REGON na konci roku 2008 činil 6421, z toho 6280 subjektů soukromého sektoru.
V září 2019 činil počet registrovaných nezaměstnaných 1800 osob a míra nezaměstnanosti byla 7,3 %.
Podle údajů GUS činila registrovaná nezaměstnanost v Łomży v roce 2021 6,7 % (7,4 % u žen a 6,0 % u mužů). To je mírně méně než míra registrované nezaměstnanosti v Podlaském vojvodství, ale výrazně více než celostátní míra nezaměstnanosti.

## Galerie

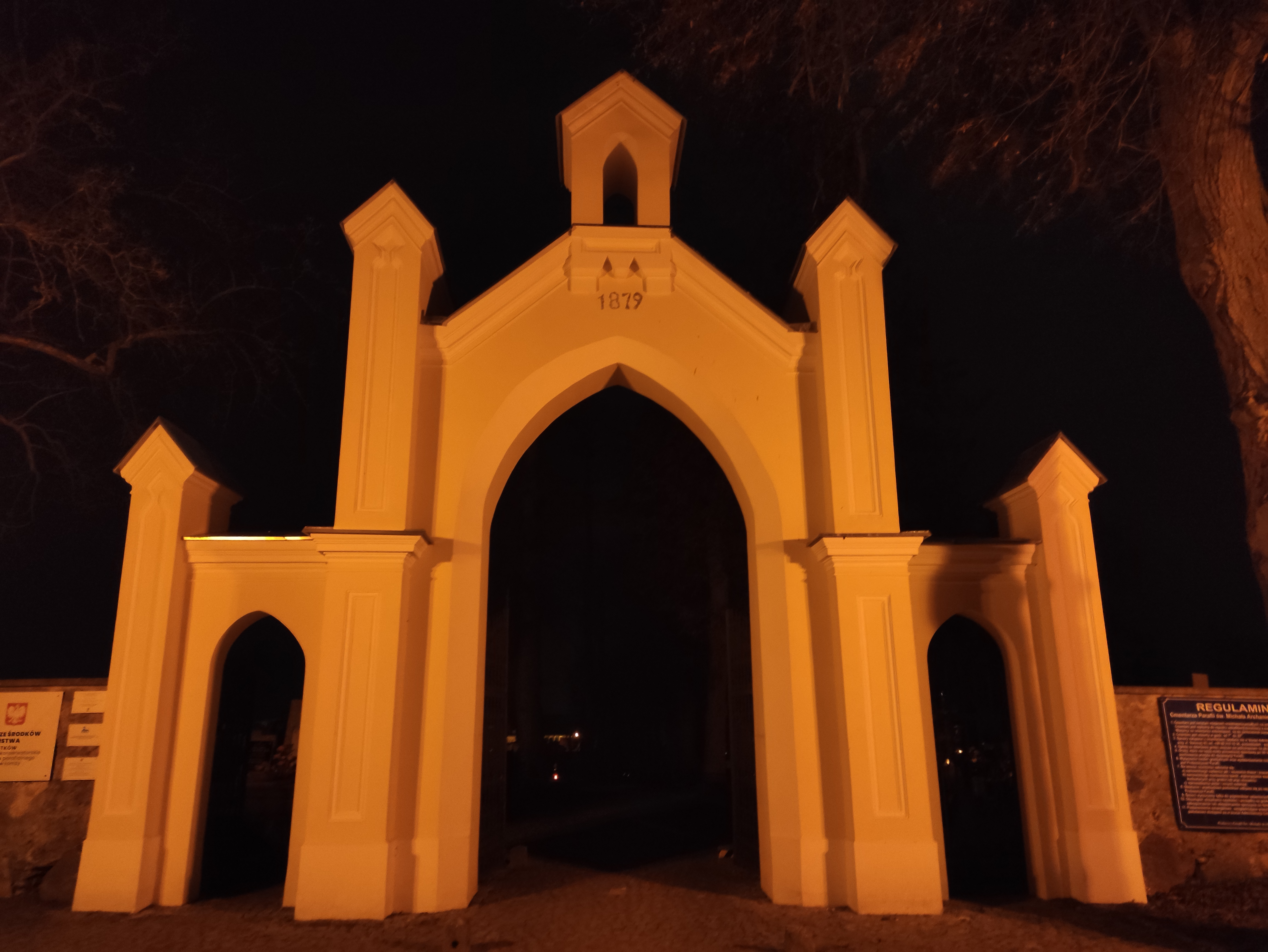